# 小林斗威
小林 斗威（こばやし とおい、1999年4月19日 - ）は、北海道苫小牧市出身のアイスホッケー選手。ポジションはフォワード。アジアリーグアイスホッケーのレッドイーグルス北海道に所属。

## 経歴
苫小牧市立ウトナイ小学校(安平ギャロップ)-苫小牧市立沼ノ端中学校(王子ジュニア)-白樺学園高等学校卒。
2018年-19年シーズンより王子イーグルス（現:レッドイーグルス北海道）へ加入。
2023年-24年シーズンはオフの2024年4月8日に安平町の安平町スポーツセンターで開催されたアイスホッケー男子日本代表の選考合宿に参加するメンバーに選出された。5月15日にレッドイーグルスと再契約を結んだ。
2024年-25年シーズンはシーズン開幕前の2024年7月1日にレッドイーグルスの本拠地であるnepiaアイスアリーナでのアイスホッケー男子日本代表の代表選考合宿に招集された。

## 人物
FRUITS ZIPPERのファン(ふるっぱー)であり、推しは鎮西寿々歌。

## 詳細情報

### 個人記録
| 2018-19          | 王子   | アジア |  |  |  |  |  |    |    |    |    |    |
| 2019-20          | 王子   | アジア |  |  |  |  |  |    |    |    |    |    |
| 2020-21          | 王子   | アジア |  |  |  |  |  | -- | -- | -- | -- | -- |
| 2021-22前期      | レッド | アジア |  |  |  |  |  | -- | -- | -- | -- | -- |
| 2021-22後期      | レッド | アジア |  |  |  |  |  |    |    |    |    |    |
| 2022-23          | レッド | アジア |  |  |  |  |  |    |    |    |    |    |
| アジアリーグ通算 |        |        |  |  |  |  |  |    |    |    |    |    |